# Æthelfrith (Northumbria)

Angelsächsische Reiche im frühen 7. Jahrhundert

Æthelfrith (auch Aethelfrith, Aedilfrid, Æðelfrið, Æþelfrið, Æþelferð, Æþelferþ, Æðelferð, Æðelferþ) († 616) war seit 592 König des im heutigen Südost-Schottland gelegenen angelsächsischen Königreiches Bernicia bzw. nach der Vereinigung mit dem südlich angrenzenden Deira im Jahr 604 des daraus entstandenen Königreiches Northumbria.

## Leben

### Familie
Æthelfrith war der Sohn des Königs Æthelric von Bernicia. Er hatte sieben Söhne (Eanfrith, Oswald, Oswine (Oslaf), Oswiu, Oswudu, Oslac und Offa). Seine Tochter Æbba wurde Äbtissin von Colodæsburg/Coludi (Coldingham/Berwickshire). Der älteste Sohn Eanfrith entstammte vermutlich seiner Verbindung mit Bebba, nach der die Stadt Bamburgh benannt sein soll. Oswalds Mutter war Königin Acha, die Tochter des vormaligen Königs Ælle von Deira. Die Mütter seiner anderen Kinder sind unbekannt.

### Herrschaft
Æthelfrith folgte seinem verstorbenen Vorgänger Hussa im Jahr 592 auf den Thron. Er betrieb eine expansivere Politik als seine Vorgänger. Er machte britische Nachbargebiete tributpflichtig oder vertrieb deren Eigentümer und siedelte dort Angeln als neue Herren der Kleinbauern und Leibeigenen an. Um das Jahr 600 kam es zur Schlacht von Catraeth (Catterick/Richmondshire) nordwestlich von York gegen britische Truppen. Das Gedicht Y Gododdin berichtet über diese Schlacht. Der Sieg machte Æthelfrith zum mächtigsten König des Nordens. Im Westen gelang es Bernicia territorialen Zuwachs auf Kosten der Briten zu erzielen. Im Jahr 603 konnte er mit einem kleineren Heer den Angriff des west-schottischen Reiches von Dalriada unter Aidan in der Schlacht von Degsastan (genaue Lage unbekannt, vermutlich in Roxburghshire) abwehren, was für Dalriada offenbar derart verlustreich war, dass sie für lange Zeit nicht wieder wagten, ihren östlichen Nachbarn zu attackieren. Auch Bernicia erlitt hohe Verluste, darunter Theobald, der Bruder Æthelfriths. Bemerkenswert ist, dass auf Seiten von Dalriada Hering, der Sohn des Hussa, mitkämpfte, was auf familiären Zwist im Herrscherhaus von Bernicia hinweist.
Das nächste Ziel Æthelfriths war das Königreich Deira, das möglicherweise bereits vor diesem Schritt von Bernicia abhängig war. Æthelfrith trieb 604 die männlichen Angehörigen des Königshauses ins Exil. Um seine Herrschaft über Deira weiter zu legitimieren, heiratete er Acha, die Tochter des vormaligen Königs Ælle von Deira. Edwin, der als Sohn Ælles ebenfalls Thronansprüche hatte, floh außer Landes zum walisischen König von Gwynedd. Æthelfrith setzte in der Folge alles daran, ihn auszuschalten. Er gewann auch Einfluss auf die östlichen Midlands und Mercia, dessen nördlichen Teil er möglicherweise selbst regierte.

Bernicia und seine Nachbarreiche

Um das Jahr 613 griff Æthelfrith die britannische Stadt Legacaestir/Carlegion (wahrscheinlich Chester im damaligen Königreich Gwynedd) an. Er ließ zunächst zahlreiche Mönche aus Bangor-on-Dee niedermetzeln, welche den Ort durch Gebete schützen wollten, bevor er die Streitmacht von Selyf map Cynan, dem König von Powys, unter hohen eigenen Verlusten nahezu aufrieb. Der britannische Heerführer Brocmail konnte mit etwa 50 Mann entkommen. Es ist unbekannt, ob diese Schlacht im Zusammenhang mit einem Eroberungskrieg stand, ob es sich nur um einen Raubzug handelte oder ob die Anerkennung als Oberkönig der Kriegsgrund war. Vermutlich bildete der Fluss Ribble zu jener Zeit die Grenze Bernicias zu Mercia. Æthelfrith Einfluss in Mercia wurde so stark, dass der geflohene Edwin von dessen König Ceorl nicht mehr geschützt werden konnte und in East Anglia Asyl suchte. Möglicherweise konnte Æthelfrith um 615 zeitweilig selbst in Mercia und den davon abhängigen Kleinreichen herrschen oder von ihm dominierte Unterkönige einsetzen.
Um 616 gewährte Rædwald von East Anglia dem von Æthelfrith aus Northumbria vertriebenen Edwin, der sich als rechtmäßigen Thronerben sah, Asyl. Æthelfrith bot Rædwald eine hohe Summe, wenn er Edwin töten oder ausliefern würde, im Falle der Ablehnung drohte er mit Krieg. Rædwald war nicht bereit seinen Schützling zu verraten und zog mit seinen zahlenmäßig überlegenen Truppen nach Norden. Am Fluss Idle kam es 616 zur entscheidenden Schlacht, Æthelfrith wurde vernichtend geschlagen und kam bei den Kämpfen ums Leben. Rædwald hatte in der für seine Truppen siegreichen Schlacht allerdings auch den Verlust seines Sohnes Rægenhere zu beklagen. Vermutlich führte dieser Sieg zu Rædwalds Anerkennung als Bretwalda innerhalb der Heptarchie. Edwin zog unter der Protektion Rædwalds weiter nach Norden und herrschte über Northumbria und die zuvor von Æthelfrith abhängigen Territorien. Æthelfriths Söhne mussten nun ihrerseits ins Exil zu den Pikten und Skoten.